# Jan Kooiman (schaatser)
Jan Kooiman (Ammerstol, 9 februari 1953) is een Nederlands voormalig marathonschaatser. Kooiman, lid van schaatsvereniging De Lekstreek, won tijdens zijn loopbaan in totaal 31 marathons.

## Biografie
Kooiman begon zijn marathoncarrière in 1980. In 1982 won hij de KNSB Cup en in 1982, 1983 en in 1986 was hij Nederlands kampioen marathon op kunstijs. Op 8 maart 1983 vestigde hij in Inzell het werelduurrecord schaatsen. Hij behield dit tot november 1986.
Hij is tevens drievoudig deelnemer aan de Elfstedentocht. Bij de dertiende Elfstedentocht in 1985, maakte Kooiman deel uit van de kopgroep die om de eindzege sprintte. Kooiman werd vierde, achter Evert van Benthem, Henri Ruitenberg en Jos Niesten. Bij deze tocht was hij reeds voor de eerste stempelpost zijn kaart verloren. Het met stempels bedrukte schaatspak van Kooiman was later te zien in het schaatsmuseum van Hindeloopen.
Bij de veertiende Elfstedentocht in 1986 werd Kooiman zesde, op 4'28 van Evert van Benthem. 
Bij de vijftiende Elfstedentocht in 1997 eindigde hij als 62e, op ruim 57 minuten van winnaar Henk Angenent. 
Kooiman won in 1987 de alternatieve Elfstedentocht in Finland en in 1993 de alternatieve Elfstedentocht op de Oostenrijkse Weissensee. 

## Persoonlijk
Kooiman is getrouwd met Ineke Kooiman-van Homoet; samen met Ineke heeft Jan in 2013 van schaatsvereniging "De Lekstreek" de Roel van der Bas-penning toegekend gekregen. Hun zoon Erik Jan is eveneens marathonschaatser.

## Records

### Wereldrecords
| Nr. | Afstand         | Afstand      | Datum        | Baan   |
| --- | --------------- | ------------ | ------------ | ------ |
| 1.  | Werelduurrecord | 38.558,45 m* | 8 maart 1983 | Inzell |

| * | = officieus wereldrecord |

## Wedstrijd-uitslagen
Datum	Pos.	Wedstrijd
03-03-2001	22e	Finland Ice Marathon
24-01-1998	4e	Open NK op natuurijs
13-12-1997	8e	Unox Marathon I (Unox Cup 8v)
12-12-1997	15e	Unox Marathon I (Unox Cup 7v)
22-11-1997	28e	ChipMarket Lichtstad Trofee (Unox Cup 7)
01-11-1997	22e	Pronk Keukens Bokaal (Unox Cup 3)
25-10-1997	47e	Energie Noord West Marathon I (Unox Cup 2)
22-02-1997	4e	Unox Cup Finale
12-02-1997	8e	Unox Cup 15
08-02-1997	1e	Open NK op natuurijs (Superprestige Natuurijs Finale)
08-02-1997	9e	Open NK op natuurijs (Superprestige Natuurijs Finale)
18-01-1997	12e	Amstelbocht Marathon (Unox Cup 12)
04-01-1997	62e	15e Vijftiende Elfstedentocht
07-12-1996	9e	Kadaster Marathon (Unox Cup 9)
30-11-1996	12e	ChipMarket Lichtstad Trofee (Unox Cup 8)
16-11-1996	4e	Marathon van Haarlem (Unox Cup 6)
02-11-1996	3e	Drenthe Marathon (Unox Cup 3)
12-10-1996	3e	Openingsmarathon
18-02-1996	1e	KNSB Cup 16
04-11-1995	3e	KNSB Cup 3
15-01-1995	1e	Natuurijs wedstrijd
26-02-1994	2e	Finland Ice Marathon
11-01-1992	19e	NK Marathon
20-02-1990	18e	Open NK
13-01-1990	11e	NK Marathon
16-12-1989	1e	Heineken Zesdaagse Finale
11-12-1989	16e	Heineken Zesdaagse 1
13-12-1988	5e	Heineken Zesdaagse 2
12-11-1988	15e	AEGON Trophy 3
05-11-1988	19e	AEGON Trophy 2
07-03-1987	1e	Alternatieve Elfstedentocht
24-01-1987	5e	NK Marathon
14-12-1986	14e	Heineken Zesdaagse Finale
13-12-1986	12e	Heineken Zesdaagse 5
09-12-1986	19e	Heineken Zesdaagse 1
26-02-1986	6e	14e Veertiende Elfstedentocht
06-02-1986	1e	Marathon Heerenveen
25-01-1986	1e	Nederlandse kampioenschappen marathonschaatsen op kunstijs
09-01-1986	13e	1e marathon op natuurijs
15-12-1985	17e	Heineken Zesdaagse Finale
14-12-1985	4e	Heineken Zesdaagse 5
12-12-1985	9e	Heineken Zesdaagse 3
11-12-1985	5e	Heineken Zesdaagse 2
10-12-1985	15e	Heineken Zesdaagse 1
30-11-1985	1e	Marathon Heerenveen
23-02-1985	1e	Marathon Alkmaar
21-02-1985	4e	13e Dertiende Elfstedentocht
19-01-1985	7e	NK Marathon
07-01-1985	1e	1e marathon op natuurijs
01-01-1985	1e	Marathon Heerenveen
22-12-1984	1e	Marathon Den Haag
14-12-1984	3e	Heineken Zesdaagse 4
12-12-1984	7e	Heineken Zesdaagse 2
11-12-1984	1e	Heineken Zesdaagse 1
29-11-1984	1e	Marathon Deventer
03-03-1984	1e	Marathon Utrecht
29-02-1984	1e	Marathon Amsterdam
14-01-1984	2e	NK Marathon
03-12-1983	3e	Heineken Zesdaagse Finale
02-12-1983	3e	Heineken Zesdaagse 5
01-12-1983	2e	Heineken Zesdaagse 3
29-11-1983	7e	Heineken Zesdaagse 2
28-11-1983	12e	Heineken Zesdaagse 1
27-02-1983	1e	Marathon Amsterdam
07-02-1983	1e	Marathon Heerenveen
03-02-1983	1e	Marathon Alkmaar
29-01-1983	1e	Marathon Assen
22-01-1983	1e	Nederlandse kampioenschappen marathonschaatsen op kunstijs
16-01-1983	1e	Marathon Amsterdam
15-01-1983	1e	Marathon Deventer
11-12-1982	1e	Marathon Den Haag
13-02-1982	1e	Nederlandse kampioenschappen marathonschaatsen op kunstijs
30-01-1982	1e	Marathon Alkmaar
23-01-1982	1e	Marathon Deventer
16-01-1982	1e	Marathon Amsterdam
01-01-1982	1e	Marathon Heerenveen
26-12-1981	1e	Marathon Groningen
10-12-1981	1e	Marathon Amsterdam
05-03-1981	1e	Marathon Amsterdam
22-02-1981	1e	Marathon Alkmaar
07-02-1981	1e	Marathon Eindhoven
31-01-1981	10e	NK Marathon
08-01-1981	1e	Marathon Assen
06-12-1980	1e	Marathon Assen
02-02-1980	4e	NK Marathon
- Système universitaire de documentation: 197329713
- Virtual International Authority File: 9948148390858810830000